# Paramonecphora kapiriensis
Paramonecphora kapiriensis är en insektsart som först beskrevs av Victor Lallemand 1920.  Paramonecphora kapiriensis ingår i släktet Paramonecphora och familjen spottstritar. Inga underarter finns listade i Catalogue of Life.